# Georges Roche
Georges Roche, né le 2 juillet 1836 à Poitiers (Vienne) et mort le 22 juin 1901 à Saint-Jean-d'Angély (Charente-Inférieure), est un homme politique français.

## Biographie
Avocat à Rochefort-sur-Mer, il est député de la Charente-Maritime de 1882 à 1889, siégeant au groupe bonapartiste de l'Appel au peuple. Battu en 1889, il devient juge suppléant au tribunal civil de Saint-Jean-d'Angély.

## Sources